# Mărinești, Florești
Mărinești este un sat din cadrul comunei Ciutulești din raionul Florești, Republica Moldova.

## Demografie
Conform recensământului populației din 2004, satul Mărinești avea 21 de locuitori: 12 moldoveni/români și 9 ucraineni.